# Aires Marques
Aires Sulivandro Marques Fernandes (4 de desembre 1986) és un futbolista internacional de Cap Verd que juga a Interclube de centrecampista.
Marques ha jugat futbol a l'Sporting Clube da Praia, el Clube Sportivo Mindelense, Sertanense i Grupo Desportivo Interclube. Va fer el seu debut internacional per Selecció de futbol de Cap Verd el 2013.